# Zámky
Zámky är ett berg i Tjeckien.   Det ligger i regionen Liberec, i den norra delen av landet, 100 km nordost om huvudstaden Prag. Toppen på Zámky är 1 002 meter över havet, eller 60 meter över den omgivande terrängen. Bredden vid basen är 1,3 km.
Terrängen runt Zámky är huvudsakligen kuperad.Runt Zámky är det ganska tätbefolkat, med 96 invånare per kvadratkilometer. Närmaste större samhälle är Jablonec nad Nisou, 14,1 km sydväst om Zámky. I omgivningarna runt Zámky växer i huvudsak blandskog.